# Pyla-sur-Mer

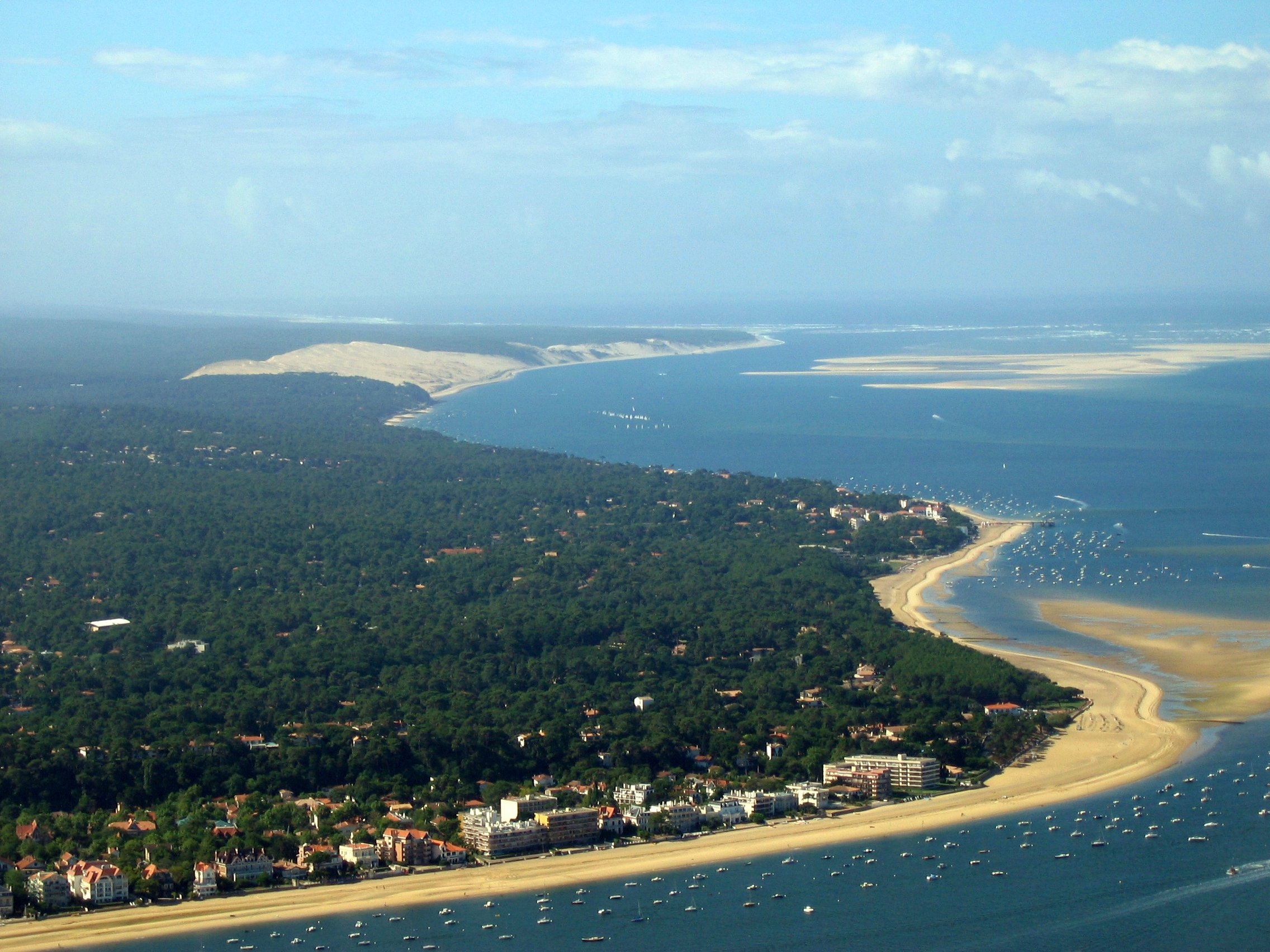
Vista de la costa de Pyla-sur-Mer. Al fondo se aprecia la silueta de la imponente Duna de Pilat

Pyla-sur-Mer es una estación balnearia francesa fundada a principios del siglo XX que se sitúa en la costa Atlántica del Golfo de Vizcaya en Nueva Aquitania, (Costa de Plata) en el término municipal de la comuna de La Teste-de-Buch, próxima a la ciudad de Arcachón, en el departamento de Gironda.
La estación se encuentra en la orilla sur de la entrada a la bahía de Arcachón, en un entorno natural de especial interés donde destaca el sitio catalogado de la Gran Duna de Pilat, la duna costera más alta de Europa, la Reserva Ornitológica de la Teste, que alberga a numerosas especies de aves migratorias y el bosque del parque natural de las Landas de Gascuña.

## Fundación
Desde finales del siglo XIX, una gran demanda turística favoreció el desarrollo y construcción de estaciones balnearias en las costas principales de Francia. El entorno de la entrada a la bahía de Arcachón llamó la atención del banquero y promotor inmobiliario Daniel Meller quien realizó una transacción con el Estado francés en la que se intercambiaron 143 hectáreas de bosques de propiedad pública desde Moulleau a la duna de Sablonneys por 463 hectáreas de terreno en La Teste-de-Buch y las orillas del Lago Cazaux. Este intercambio, autorizado mediante un decreto de la prefectura de 13 de noviembre de 1913, se realizó el 4 de abril de 1915, e incluía una cláusula específica por la que se prohibía la tala de pinos u otros árboles. Esta cláusula, que en un principio se consideraba una restricción, con el tiempo ha favorecido a la estación, a la que los medios de promoción se refieren como la ciudad "balneario entre los pinos".
Meller, inspirándose en el nombre de la duna de Pilat, denominó a su vez a su empresa constructora "Sociedad Civil Inmobiliaria de Pyla-sur-Mer" y a la futura ciudad balneario como "Pyla-sur-Mer", donde la grafía en "Y" pretendía conferirle un carácter publicitario exótico. En 1928, se adhiere a la empresa Louis Gaume a través de la "Sociedad de Pilat-Plage", esta vez empleando el nombre tradicional "Pilat", que será la encargada de la construcción del barrio de "Pilat-Plage" con el que se ampliaría la villa balneario. Desde entonces, la denominación Duna de Pilat y Duna de Pyla son empleadas para referirse al paraje natural.
El desarrollo urbanístico fue frenado durante la Segunda Guerra Mundial, al clasificarse toda la costa como "Zona Prohibida" por las autoridades de ocupación y no pudo relanzarse hasta mediados de los años 1950 aplicando desde entonces elementos tradicionales de la arquitectura local y del País Vasco francés. En los últimos años se ha favorecido la construcción de hasta 4000 nuevas residencias individuales.

## Regeneración de las playas
Las características geomarinas de la costa aquitana, con vientos dominantes del oeste y amplias mareas, causa la continua erosión del litoral, lo que ha permitido la formación del particular paisaje de esta costa. Sin embargo, este fenómeno natural resulta perjudicial para el uso turístico del litoral y con cierta frecuencia son necesarias campañas de regeneración de la arena de las playas.
En el caso de la playa de Pyla-sur-Mer, durante la campaña de regeneración en enero de 2005 se proyectaron 157.000 m³ de arena dragada de uno de los bancos marinos de arena de las proximidades. En 2007 el coste de la regeneración en la comuna de La Teste ascendió a 1,15 millones de euros financiados por el Sindicato Intercomunal de la Bahía de Arcachón (Siba) que en Pyla-sur-Mer necesitó de 150.000 m³ de arena proyectada esta vez mediante la técnica de "arco-iris" que desde los cañones de impulsión de un buque de dragado especial, envían la arena hasta 80 m de distancia.